# Nicole Rolser
Nicole Rolser (Ochsenhausen, 1992. február 7. –) német utánpótlás válogatott női labdarúgó, aki jelenleg az Bayern München játékosa. Testvére, Nadine Rolser szintén labdarúgó.

## Pályafutása

### Klubcsapat
Pályafutását a SV Mietingen csapatában kezdte, majd innen került a VfL Munderkingen-hez. 2008-ban a másodosztályú VfL Sindelfingen csapatába került. 2010 nyarán aláírt az élvonalbeli SC 07 Bad Neuenahr csapatához. 2010. augusztus 15-én debütált az SGS Essen ellen és az első gólját is ezen a mérkőzésen szerezte meg a 63. percben. 2012 decemberében aláírt az angol Liverpoolhoz. 2013. április 14-én a Notts County ellen mutatkozott be az élvonalban. Az itt töltött időszak alatt két bajnoki címet szerzett a klubbal, valamint többször is ínszalagszakadást szenvedett. 2015. július 2-án aláírt a német Bayern München csapatához, 2017 júliusáig. Augusztus 28-án az 1. FFC Turbine Potsdam ellen debütált.

### Válogatott
Végig járta a korosztályos válogatottakat, majd részt vett a 2009-es U17-es női labdarúgó-Európa-bajnokságon, ahol aranyérmesként fejezték be a tornát.A felnőtt válogatott tagjaként a 2013-as női labdarúgó-Európa-bajnokságon képviseltethette magát és aranyérmesként távozhatott Svédországból. A német U20-as válogatottal részt vett a 2012-es U20-as női labdarúgó-világbajnokságon. A tornán a döntőben az amerikai női U20-as válogatott ellen 1–0-ra kaptak ki.

## Statisztika
2017. február 17.
| Klub               | Szezon           | Bajnokság | Bajnokság | Kupa  | Kupa  | Nemzetközi | Nemzetközi | Összesen | Összesen |
| Klub               | Szezon           | Mérk.     | Gólok     | Mérk. | Gólok | Mérk.      | Gólok      | Mérk.    | Gólok    |
| ------------------ | ---------------- | --------- | --------- | ----- | ----- | ---------- | ---------- | -------- | -------- |
| SC 07 Bad Neuenahr | 2010–11          | 21        | 10        | 4     | 2     | 0          | 0          | 25       | 12       |
| SC 07 Bad Neuenahr | 2011–12          | 12        | 2         | 1     | 0     | 0          | 0          | 13       | 2        |
| SC 07 Bad Neuenahr | 2012–13          | 11        | 2         | 2     | 1     | 0          | 0          | 13       | 3        |
| SC 07 Bad Neuenahr | Összesen         | 44        | 14        | 7     | 3     | 0          | 0          | 51       | 17       |
| Liverpool Ladies   | 2013             | 14        | 10        | 4     | 1     | 0          | 0          | 18       | 11       |
| Liverpool Ladies   | 2014             | 2         | 1         | 0     | 0     | 2          | 0          | 4        | 1        |
| Liverpool Ladies   | 2015             | 4         | 0         | 0     | 0     | 0          | 0          | 4        | 0        |
| Liverpool Ladies   | Összesen         | 20        | 11        | 4     | 1     | 2          | 0          | 26       | 12       |
| Bayern München     | 2015–16          | 16        | 2         | 3     | 0     | 2          | 0          | 21       | 2        |
| Bayern München     | 2016–17          | 8         | 3         | 2     | 2     | 3          | 1          | 13       | 6        |
| Bayern München     | Összesen         | 24        | 5         | 5     | 2     | 5          | 1          | 31       | 8        |
| Bayern München B   | 2016–17          | 2         | 0         | 0     | 0     | 0          | 0          | 2        | 0        |
| Bayern München B   | Összesen         | 2         | 0         | 0     | 0     | 0          | 0          | 2        | 0        |
| Karrier összesen   | Karrier összesen | 90        | 30        | 16    | 6     | 7          | 1          | 113      | 37       |

## Sikerei, díjai

### Klub
- Liverpool Ladies
  - FA WSL 1:  2013, 2014
- Bayern München
  - Női Bundesliga: 2015–16

### Válogatott
- Németország U17
  - U17-es női labdarúgó-Európa-bajnokság: 2009
- Németország U19
  - U19-es női labdarúgó-Európa-bajnokság: 2011
- Németország U20
  - U20-as női labdarúgó-világbajnokság döntős: 2012